# Dobre Miasto (gemeente)
De gemeente Dobre Miasto is een stad- en landgemeente in het Poolse woiwodschap Ermland-Mazurië, in powiat Olsztyński.
De zetel van de gemeente is in Dobre Miasto.
Op 30 juni 2004 telde de gemeente 16 014 inwoners.

## Oppervlakte gegevens
In 2002 bedroeg de totale oppervlakte van gemeente Dobre Miasto 258,67 km², waarvan:
- agrarisch gebied: 49%
- bossen: 34%

De gemeente beslaat 9,11% van de totale oppervlakte van de powiat.

## Demografie
Stand op 30 juni 2004:
| Omschrijving                   | Totaal | Totaal | Vrouwen | Vrouwen | Mannen | Mannen |
| ------------------------------ | ------ | ------ | ------- | ------- | ------ | ------ |
| eenheid                        | aantal | %      | aantal  | %       | aantal | %      |
| inwoners                       | 16 014 | 100    | 8211    | 51,3    | 7803   | 48,7   |
| bevolkingsdichtheid (inw./km²) | 61,9   | 61,9   | 31,7    | 31,7    | 30,2   | 30,2   |

In 2002 bedroeg het gemiddelde inkomen per inwoner 1163,09 zł.

## Plaatsen
De stad Dobre Miasto en sołectwo: Barcikowo, Bzowiec, Cerkiewnik, Głotowo, Jesionowo, Kabikiejmy, Kabikiejmy Dolne, Knopin, Kosyń, Kunik, Łęgno, Mawry, Międzylesie, Nowa Wieś Mała, Orzechowo, Piotraszewo, Podleśna, Praslity, Smolajny, Stary Dwór, Swobodna, Urbanowo.
Zonder de status sołectwo : Kłódka, Wichrowo.

## Aangrenzende gemeenten
Dywity, Jeziorany, Lidzbark Warmiński, Lubomino, Świątki